# بش-بالا
بش-بالا (به لاتین: Besh-Bala) یک روستا در قرقیزستان است که در شهرستان سوزک واقع شده‌است. بش-بالا ۱٬۸۱۰ نفر جمعیت دارد و ۹۳۶ متر بالاتر از سطح دریا واقع شده‌است.